# One Call Away (canção de Chingy)
"One Call Away" é uma canção do rapper norte-americano Chingy, gravada para o seu álbum de estreia, Jackpot. 
"One Call Away" conta com a participação do artista compatriota J-Weav e foi composta por ambos em conjunto com Alonzo Lee, Shamar Daugherty, sendo produzida por The Trak Starz. O seu lançamento ocorreu em 3 de janeiro de 2004, através da Capitol e Disturbing tha Peace, servindo como o terceiro single do disco. Foi o terceiro single consecutivo de Chingy a entrar no top 5 da Billboard Hot 100, alcançando a vice-liderança dessa tabela e, assim, igualando a posição de "Right Thurr", o primeiro single de Jackpot.

## Crítica profissional
Matt Cibula da PopMatters deu uma avaliação positiva da música, admirando Chingy por assumir uma balada rap, dizendo: "É meio que adorável que ele está falando com ela ao telefone sobre política e a vida, quando ele não pode estar com ela, e sua voz fica toda amolecida quando ele fala sobre ela, e seus manos chamam-no de fraco quando ele dá-lhe um beijo na bochecha, mas ele não se importa, porque ele sabe que ela está sempre apenas uma chamada de distância dele, e vice-versa".

## Faixas e formatos
| Download digital |                              |         |  |
| N.º              | Título                       | Duração |  |
| 1.               | "One Call Away" (com J-Weav) | 4:36    |  |

| CD single do Reino Unido |                                     |         |  |
| N.º                      | Título                              | Duração |  |
| 1.                       | "One Call Away" (Edit) (com J-Weav) | 3:10    |  |
| 2.                       | "Bagg Up"                           | 3:21    |  |

| CD single da Alemanha |                 |         |  |
| N.º                   | Título          | Duração |  |
| 1.                    | "One Call Away" | 4:36    |  |
| 2.                    | "Bagg Up"       | 3:21    |  |
| 3.                    | "Jackpot"       | 4:08    |  |